# Moj mali poni: Devojke iz Ekvestrije — Čarobno ogledalce
Moj mali poni: Devojke iz Ekvestrije — Čarobno ogledalce (engl. My Little Pony: Equestria Girls — Mirror Magic) je treći specijal u franšizi Devojke iz Ekvestrije.

## Emitovanje i sinhronizacija
Specijal je premijeru imao 28. maja 2017. u Poljskoj na kanalu Teletun+ pod nazivom Magia lustra. U Sjedinjenim Američkim Državama, specijal je emitovan 8. jula 2017. na kanalu Diskaveri Femili.
U Srbiji, Crnoj Gori, Bosni i Hercegovini i Republici Makedoniji specijal je emitovan 9. oktobra 2017. na kanalu Minimaks TV sinhronizovan na srpski jezik. Sinhronizaciju je producirao studio Studio.
Ovaj specijal se hronološki dešava posle specijala Čarolija filma, ali je Minimaks TV ovaj specijal emitovao pre tog specijala.

## Uloge
| Ime lika        | Glas          |                     |
| --------------- | ------------- | ------------------- |
| Tvajlajt Sparkl | Тара Стронг   | Мариана Аранђеловић |
| Epldžek         | Ешли Бол      | Александра Ширкић   |
| Rejnbou Deš     | Ешли Бол      | Александра Ширкић   |
| Flateršaj       | Андреа Либман | Јелена Јовичић      |
| Pinki Paj       | Андреа Либман | Јелена Јовичић      |
| Reriti          | Табита Жермен | Снежана Нешковић    |
| Sanset Šimer    | Ребека Шојшет | Андријана Оливерић  |
| Džuniper Montaž | Али Лиеберт   | Андријана Оливерић  |
| Kanter Zum      |               |                     |
| Starlajt Glimer | Кели Шеридан  | Снежана Нешковић    |

## Spoljašnje veze
- Moj mali poni: Devojke iz Ekvestrije — Čarobno ogledalce na sajtu  (jezik: engleski)